# Tecnología en la Edad Media

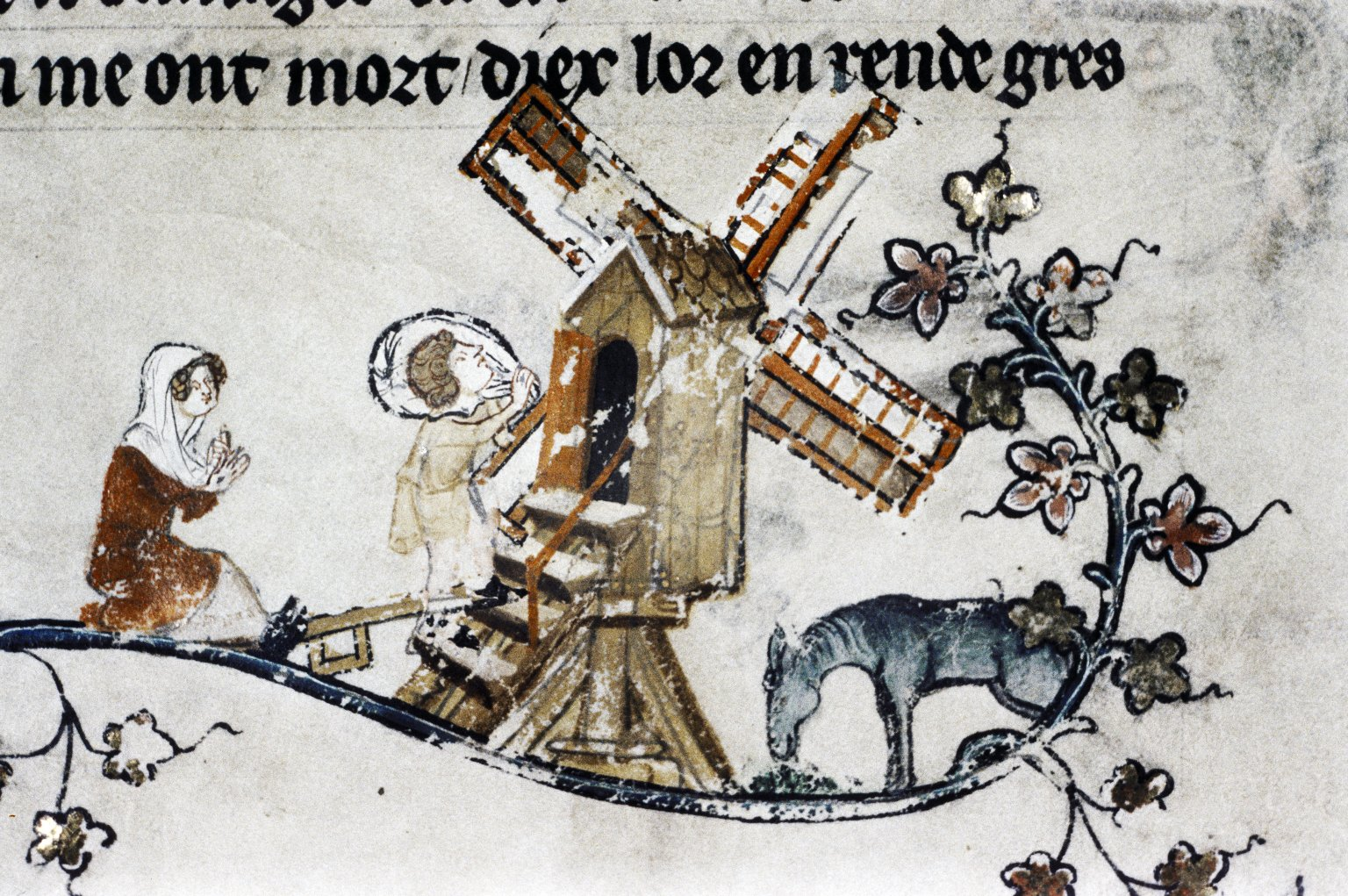
Molino de viento medieval, procedente de una ilustración del "Romance de Alexander"

La tecnología en la Edad Media en Europa se caracterizó por numerosos inventos que incrementaron la productividad de distintas actividades artesanales y especialmente de la agricultura, incluidos el molino de viento y el molino hidráulico, el arado con ruedas, el collarín y la herradura para las caballerías, y la rueca y el telar de pedales en la producción de tejidos. 

## Molinos

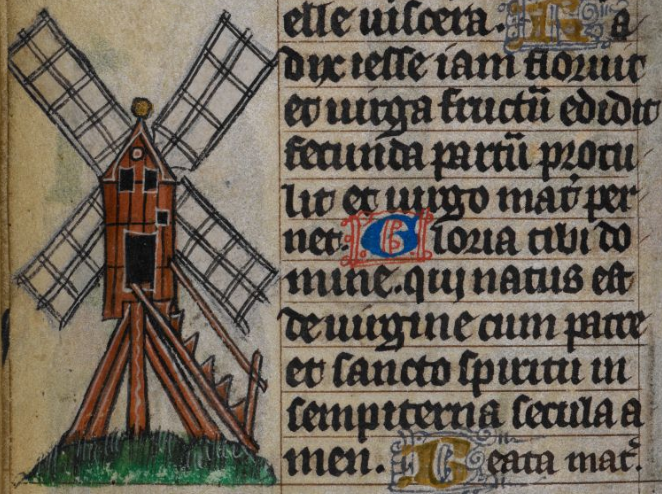
Imagen de un molino de viento del Libro de Horas de Maastritcht (hacia 1300)

Los molinos de viento y de agua se encuentran entre los desarrollos más importantes de la Edad Media. Podían emplearse para convertir los recursos naturales en energía cinética mecánica y usarlos para realizar determinados trabajos, como moler grano, impulsar martillos y fuelles de herrero, en la producción textil y en muchas otras áreas.

### Tipos
El molino de agua medieval típico era una rueda hidráulica vertical que impulsaba un semieje horizontal. Este tipo de molino ya era conocido en la antigüedad tardía, pero solo se usaba de forma limitada. En la Alta Edad Media a veces también había molinos con una rueda horizontal y un eje vertical, pero solo eran adecuados para moler grano y, debido a su construcción, tenían poca eficiencia. La mayoría de los molinos tenían ruedas hidráulicas en las que solo la parte más baja de la rueda estaba sumergida, siendo impulsada por el flujo del agua. Las ruedas hidráulicas impulsadas desde arriba también utilizaban la energía de un salto de agua, y eran mucho más eficientes. Sin embargo, este diseño requería disponer tuberías o proyectar canales y acueductos, no siempre fáciles de construir. Por lo tanto, este tipo de molinos eran bastante raros. Los molinos casi nunca se construyeron directamente sobre los ríos, ya que el nivel fluctuante del agua no permitía trabajar de forma continuada. En cambio, se construyeron presas y canales para estabilizar el flujo de agua.
A partir del siglo XI aparecieron los molinos de viento, especialmente en las regiones costeras del noroeste de Europa. De forma general disponían de un conjunto de aspas verticales que impulsaban un eje horizontal. Eran particularmente comunes en los Países Bajos, donde había poca agua corriente debido al paisaje llano, pero había mucho viento.
Los molinos creaban un movimiento giratorio suave que podía usarse directamente para moler el grano. En el caso de los ejes horizontales, el movimiento se redirigía mediante ruedas dentadas y, como resultado, la velocidad generalmente aumentaba. Sin embargo, muchas aplicaciones requerían un movimiento alternativo, como los martillos de forja, que se obtenía utilizando un árbol de levas que los hacía subir y bajar.

### Aplicaciones
Los molinos se emplearon en diversos campos. La mayoría se utilizaban para moler cereales, una de las actividades más exigentes físicamente y que requiere un movimiento constante, por lo que se pudo mecanizar con especial facilidad. Igual proceso experimentaron el abatanado de las telas, el aserrado de piezas de madera o el accionamiento de los fuelles en los hornos de fundición. Las temperaturas más altas logradas gracias a estos fuelles permitieron la producción de arrabio líquido por primera vez. En las minas se utilizaban ruedas hidráulicas para elevar el agua. También se empleaban para triturar minerales, fabricar papel, producir seda, la molienda de cereales y para los trabajos de forja en las herrerías.

### Desarrollo de los molinos
Los molinos de agua se conocían desde la antigüedad tardía, pero solo se usaron en contadas ocasiones, y solo comenzaron a difundirse a principios de la Edad Media. La mayoría de los desarrollos eran independientes de los antiguos molinos; no consta que hubiera una transferencia de tecnología demostrable. Los primeros molinos se usaban para moler grano. Dado que la construcción de un molino de agua con su rueda, eje, engranajes y edificio, así como los caminos de acceso solía requerir mucho tiempo y esfuerzo, solo valía la pena allí donde los molinos manuales ya no eran suficientes para cubrir la demanda, condiciones que no solían darse en las pequeñas comunidades agrícolas altomedievales. Por lo tanto, la mayoría de los molinos se construyeron en las cercanías de los monasterios, donde a menudo vivían varios cientos de personas. En el siglo VIII también se extendieron al este de la línea Rin-Meno, lo que se refleja en topónimos como Mühlhausen, Mülln o Mühlheim. La difusión de los molinos también se puede rastrear en el derecho de las tribus germánicas, en el que a menudo figuran párrafos especiales con disposiciones legales sobre los molinos. En la Alta Edad Media, el llamado interdicto de molienda era bastante frecuente, y obligaba a los agricultores a moler su grano en el molino local a cambio de una tarifa y prohibía la propiedad y el uso de molinos manuales. La tecnología de los molinos también comenzó a diversificarse con más fuerza a partir de la Alta Edad Media. Gracias al árbol de levas, los molinos se utilizaron en numerosos oficios además de para moler cereales. Los molinos de viento, sin embargo, se utilizaron principalmente como molinos de grano, aunque también sirvieron para el drenaje de campos de cultivo en los Países Bajos, donde se construyeron numerosos molinos de viento equipados con tornillos de Arquímedes para desecar terrenos confinados entre diques.
Sin embargo, la importancia de la tecnología de los molinos se extendió mucho más allá de la Edad Media. Las primeras fábricas todavía funcionaban con ruedas hidráulicas e incluso después de la invención de la máquina de vapor, se seguían construyendo numerosos molinos. En Alemania, el pico de su difusión fue alrededor de 1880. En el Renacimiento, el trabajo de molinero surgió como una profesión independiente. Sus conocimientos en el manejo de engranajes y de mecanismos de transmisión de potencia en general contribuyó a facilitar la construcción de varias máquinas durante la industrialización. Por lo tanto, se les considera los precursores de los ingenieros mecánicos.

## Agricultura

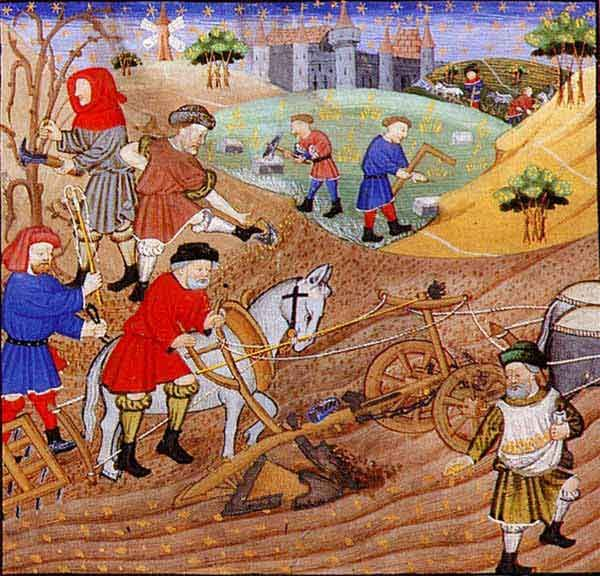
Ilustración donde se ve un arado de vertedera con ruedas y un caballo con collarín (1279)

En agricultura, ya había varios inventos en Alta Edad Media que mejoraron significativamente la productividad de los cultivos: el arado de ruedas, el collarín para los animales de tiro, las herraduras y el sistema trianual de rotación de cultivos. Medidos en términos de la cantidad de semillas utilizada, los rendimientos se duplicaron.

### Arados
Los arados ya se conocían a principios de la Edad del Bronce. Sin embargo, hasta la antigüedad tardía, solo podían usarse para marcar surcos en el suelo. Los arados de reja y vertedera de principios de la Edad Media (en ocasiones equipados con ruedas) también podían remover el suelo para que estuviera mejor aireado. Además, hacían aflorar los compuestos minerales desde el subsuelo a la superficie, el agua de lluvia podía drenarse mejor y ya no era necesario el arado transversal. Con el nuevo arado, por lo tanto, fue posible aumentar la productividad de los campos y cultivar suelos que antes no se utilizaban, como los de los valles húmedos. El arado de reja y vertedera se originó en el norte de Europa, donde los suelos pesados y húmedos eran comunes. Presentaba una reja de arado asimétrica y una vertedera que le permitían profundizar en el suelo y voltear la capa superficial del terreno.

### Collarines y herraduras
Como en la antigüedad, los bueyes se utilizaban como animales de tiro, enganchados a una collera. El arnés era una forma de enjaezar caballos sin apretarles la tráquea y los vasos sanguíneos, como sucedía con las correas del cuello y del pecho, por lo que la potencia de tracción utilizable aumentó considerablemente. Era una especie de collar, que luego se acolchaba y se apoyaba sobre los hombros, distribuyendo así la fuerza de tracción uniformemente sobre el caballo.
Existe una opinión generalizada que se remonta a Lynn White de que el collar apareció alrededor del año 800 y duplicó la potencia del arado debido a la fuerza de tracción significativamente mayor y al movimiento más rápido, por lo que los caballos pronto prevalecieron sobre los bueyes en la agricultura y para tirar de los carros. Dieter Hägermann, por otro lado, señala que esta tesis no está respaldada por imágenes u otras fuentes. Sin embargo, se sabe que en primer lugar había que criar caballos con el carácter adecuado antes de poder utilizarlos como animales de tiro. Además, los caballos tenían otras desventajas en comparación con el ganado vacuno: eran más susceptibles a las enfermedades, necesitaban más alimento y más caro, y eran más difíciles de manejar porque eran bastante tímidos. El caballo siguió siendo principalmente una montura para guerreros y mensajeros hasta el siglo XIII, y solo después comenzó a usarse en la agricultura.
Los romanos ya usaban herraduras, pero a pesar de haber sido conocidas, no fueron ampliamente utilizadas. En áreas húmedas, sin embargo, eran necesarios para proteger el casco del caballo de la humedad, lo que podría provocar enfermedades. Aparecieron a finales del siglo IX y probablemente se extendieron de este a oeste con anterioridad, dado que los lombardos ya las conocían en el siglo VI.

### Rotación de cultivos
En la antigüedad, la rotación de cultivos había sido un procedimiento agrícola habitual. La mitad de los campos eran cultivados durante un año, mientras que al año siguiente se dejaban en barbecho, siendo utilizados entonces como pasto para la cría de animales. La mayoría de los campos estaban dispuestos en ángulo recto, ya que se araban a lo largo y a lo ancho. Sin embargo, con los nuevos arados de ruedas, girar era difícil, por lo que los campos tendieron a ser largos. La labor de arado transversal ya no era necesaria. Además, en los siglos VIII y IX, los agricultores adoptaron el sistema de rotación trienal, de forma que solo un tercio del área quedaba como tierra en barbecho, mientras que otro tercio se dedicaba al cultivo de cereales avena y cebada y en el tercio restante se plantaba trigo y centeno. Dieter Hägermann explica: “Debido a la rotación de cultivos, esta secuencia incrementó los rendimientos del grano hasta en un 50 por ciento en relación con los sistemas de uso de campo más antiguos, distribuyó las labores de arado, de la siembra y de la cosecha durante todo el año y, por lo tanto, condujo a un mejor aprovechamiento agrícola, tanto de la mano de obra como del uso más frecuente de los aperos de labranza. A esto se sumó una reducción del riesgo de hambruna en el caso de malas cosechas, dada la gama más amplia de cultivo de granos. Sin un aumento de los rendimientos de las cosechas, no hubiera sido posible el desarrollo de verdaderos paisajes de molinos ni el abastecimiento de los mercados por parte de los terratenientes, pero también de los campesinos, que crearon los primeros acercamientos a una sociedad basada en la división del trabajo.” La mayoría de los tipos de cereales se conocen desde hace mucho tiempo, pero el centeno fue un importante descubrimiento medieval, porque se podía cultivar en suelos pobres y con climas fríos y lluviosos.

## Tecnología de la construcción

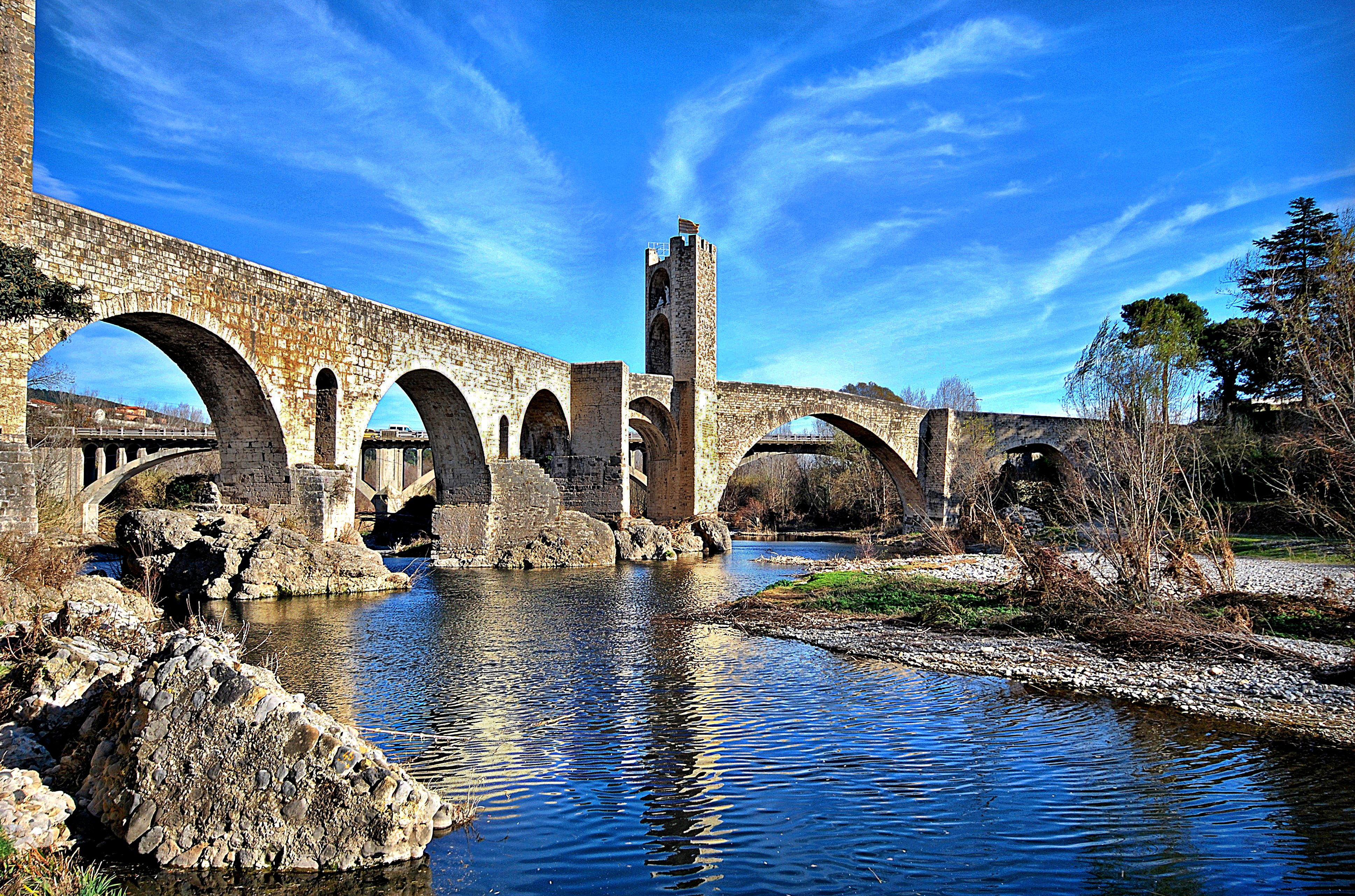
Puente de Besalú, España

Se sabe relativamente poco de las técnicas de construcción medievales en comparación con los aspectos estético-artísticos de los edificios que se han conservado, objeto de estudio preferente de un gran número de investigadores. Estos eran en su mayoría edificios de piedra. Por ejemplo, se conocen más de 30 palacios, 300 catedrales y 1200 monasterios de la Alta Edad Media. Inicialmente, el arte románico se basó en la arquitectura romana con sus cúpulas, pilares, bóvedas, arcos de medio punto y columnas griegas, con algunas influencias de la entonces moderna arquitectura bizantina. En la Alta Edad Media, el estilo conocido como arte gótico pasó a imponer el empleo del arco apuntado, la bóveda de crucería y los arbotantes. Se trataba de elementos constructivos que conducían mucho mejor el peso de los techos y las bóvedas hacia los muros, lo que permitía levantar edificios más altos con ventanas más grandes.

### Materiales de construcción
La cal, necesaria para la preparación del mortero, se conocía en toda Europa, pero no siempre estaba disponible en todas partes ni en cantidades suficientes. Debido a la falta de estos materiales de construcción, el avance de los proyectos podía retrasarse considerablemente. El mortero era especialmente necesario a principios de la Edad Media, cuando las piedras aún no se tallaban con la precisión necesaria para que pudieran mantenerse unidas sin él. También han sobrevivido algunas instalaciones donde se mezclaba el mortero, que consistían en un gran foso, donde se mezclaba cada vez alrededor de un metro cúbico de mortero con un agitador operado por varios albañiles. Los metales rara vez se usaban. Además de las estructuras de madera de las techumbres (en su mayoría de roble), también se usó plomo para recubrir los tejados, y en casos más raros también cobre o estaño. Además, se necesitaba plomo para construir las vidrieras. El hierro se utilizaba para fabricar clavos y los herrajes de las puertas.

### Edificios de piedra

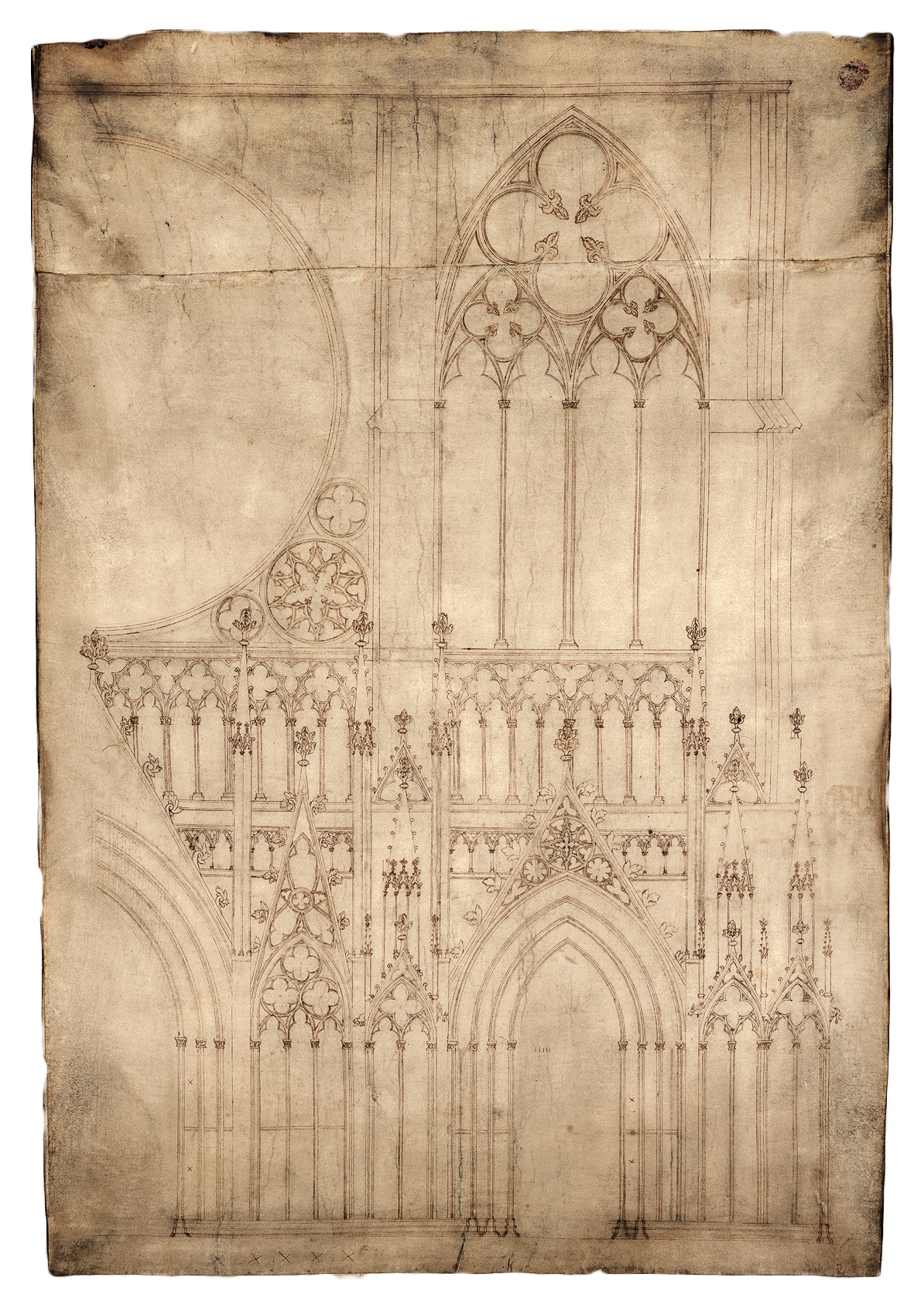
Plano de la fachada de la Catedral de Estrasburgo (1260)

La construcción de piedra se extendió a los territorios del Imperio Romano. En las áreas germánicas, en cambio, solo se usaba madera. La construcción en piedra se propagó así desde el sur y sureste de Europa, junto con la realeza, la iglesia y, en cierta medida, la nobleza. En parte, los restos de estructuras romanas también se utilizaron como base de construcción. El historiador romano Tácito señaló la carencia de construcciones de piedra de las tribus germánicas, lo que también se reflejó en el idioma alemán antiguo y medio, al que se incorporaron numerosos términos del latín en este campo. Los edificios de piedra fueron principalmente catedrales, monasterios y complejos reales, más tarde también castillos. En Regensburg, una ciudad que surgió de un castillo romano en la frontera del imperio, el énfasis estuvo en los numerosos edificios de piedra del siglo VIII, que se completaron en el siglo XII como el Puente de Piedra de Ratisbona, el primer puente de piedra sobre el Danubio. El mármol solo se utilizó en Italia. En las demás regiones se utilizaron adobes y ladrillos, que solo aparecieron en el norte de Alemania en la Alta Edad Media, pero que luego se convirtieron en el método de construcción dominante que se considera típico de esta región. Los monjes de la Orden del Císter estuvieron particularmente involucrados en su propagación. También estaban las piedras labradas, que se utilizaron principalmente para iglesias románicas y góticas y no requerían mortero.

### Construcción en madera
Sin embargo, el material de construcción más importante fue la madera, que se utilizó exclusivamente para edificios seculares. Pero las primeras iglesias también estaban hechas de madera, pero fueron reemplazadas por edificios de piedra muy pronto. Los edificios de piedra también necesitaban madera para las cumbreras, vigas y puntales de los techos. Se conservan relatos tradicionales acerca de varios milagros durante la construcción de iglesias, en las que se alargaron las vigas por intercesión divina, relatos que sin duda traslucen los problemas para poder disponer de vigas de madera de gran longitud. La construcción en bloque o sólida era común en regiones con bosques de coníferas que proporcionaban madera larga y recta. Las paredes estaban hechas de vigas a lo largo o clavadas en el suelo como una empalizada. En regiones con otros tipos de madera, estaba muy extendida la construcción de armazones con entramado, que consistía en una estructura hecha de vigas que luego se recubría con tablones.

## Extracción y procesamiento del hierro
A principios de la Edad Media, los métodos de producción del hierro seguían siendo los mismos que en la antigüedad. El mineral de hierro y el carbón vegetal se colocaban en un horno bajo, en el que se obtenía hierro forjado, un material compuesto casi en su totalidad por hierro sin apenas carbono. Debido a que era demasiado blando para ser utilizado como material para armas y herramientas, se recocía sobre carbón vegetal, con lo que se conseguía endurecerlo.
En la Alta Edad Media se alcanzaron temperaturas más altas con los nuevos altos hornos, y se pudo producir por primera vez arrabio líquido. El afinado del metal se realizaba principalmente mediante forja y fundición. Un nuevo método para fabricar el alambre necesario para fabricar cotas de malla fue el trefilado. También se comenzó a producir el acero de Damasco mediante un nuevo método, que permitía combinar las ventajas del hierro duro y del blando.

## Tecnología textil
Los nuevos desarrollos fueron la máquina de hilar, que permitió a una sola persona producir significativamente más hilo que el huso manual, y el telar de pedales, que aumentó la productividad en la fabricación de tejidos.

## Medios de transporte e infraestructura

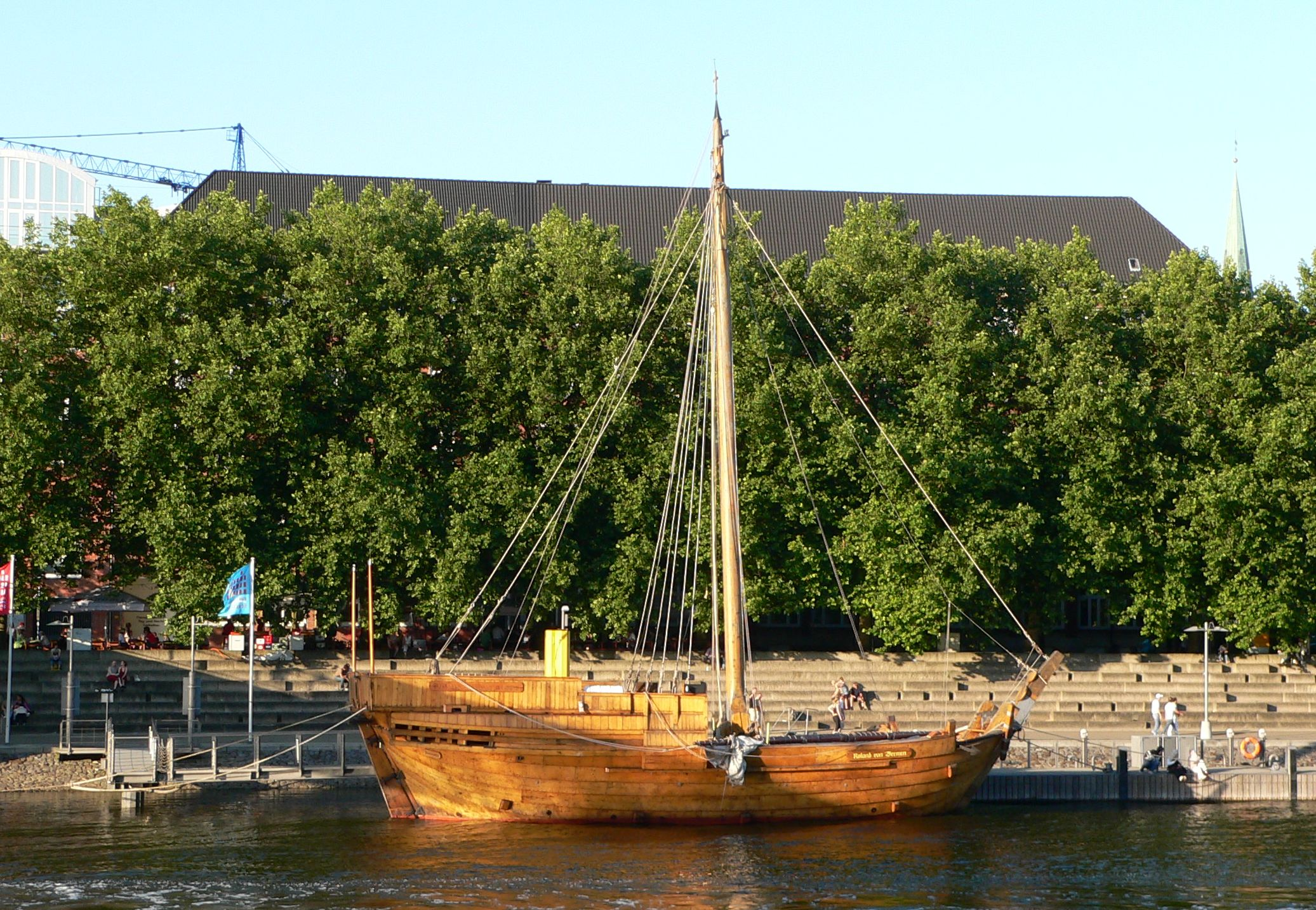
Réplica de una coca medieval en el puerto de Bremen

Ya se conocían varios tipos de carros y carruajes en la Alta Edad Media, que podían estar equipados con dos o cuatro ruedas. Se utilizaron principalmente en la agricultura con fines de transporte. Se componían casi exclusivamente de madera, con algunas piezas importantes como la barra de tiro, los cubos de las ruedas y las llantas exteriores hechas de hierro.
También existía una gran variedad de embarcaciones. En Escandinavia se utilizaba el drakkar, que estaba equipado con una quilla larga y con los tablones dispuestos en forma de casco trincado. La urca era una embarcación basada en el cayuco, por lo que no tenía quilla. La coca se convirtió en el barco de transporte más popular de la Liga Hanseática, una alianza comercial en el área del mar del Norte y el mar Báltico.